# Erythroxylum couveleense
Erythroxylum couveleense là một loài thực vật có hoa trong họ Erythroxylaceae. Loài này được Guillaumin mô tả khoa học đầu tiên năm 1964.